# Ferdinand Quénisset

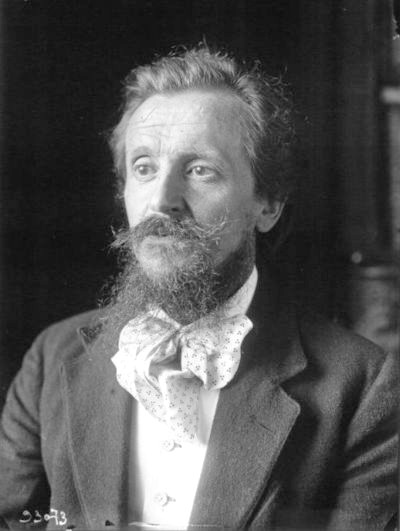
Ferdinand Jules Quénisset (1872–1951)

Ferdinand Quénisset (París, 8 de agosto de 1872 - Juvisy-sur-Orge, 8 de abril de 1951) fue un astrónomo francés. Trabajó en calidad de observador con Camille Flammarion en el Observatorio de Juvisy-sur-Orge, Francia, desde 1906 a 1951, lugar donde ya trabajó anteriormente entre 1892 y 1893. Un predecesor de su cargo fue el célebre Eugène Antoniadi, que había regresado a su país natal en 1902 para casarse y más tarde volvió a Francia en 1908 para trabajar en el Observatorio de Meudon.
Quénisset realizó numerosas observaciones y fotografías a los planetas Venus, Marte, Júpiter y a La Luna. Descubrió los cometas C/1893 N1 y C/1911 S2.
Tras su muerte, en 1973 la Unión Astronómica Internacional aprobó poner su apellido en un cráter de Marte, conocido como Quenisset.